# Surin (Deux-Sèvres)
Surin – miejscowość i gmina we Francji, w regionie Nowa Akwitania, w departamencie Deux-Sèvres.
Według danych na rok 1990 gminę zamieszkiwały 514 osoby, a gęstość zaludnienia wynosiła 38 osób/km² (wśród 1467 gmin regionu Poitou-Charentes Surin plasuje się na 544. miejscu pod względem liczby ludności, natomiast pod względem powierzchni na miejscu 652.).